# نهر بيمبوانغ
نهر بيمبوانغ (بالإندونيسية: Sungai Pembuang) هو نهر يقع في جزيرة بورنيو ضمن مقاطعة كاليمانتان الوسطى بإندونيسيا.  يحتوي هذا النهر على نبع بالقرب من بيكيت تيكونغ (1175 مترًا) في جبال شوانير ويصب في بحر جاوة .  الجانب الشرقي من هذا النهر عبارة عن غابة كثيفة على طول الطريق إلى بحيرات سيمبولو (بيلاجو) وهي موطن لإنسان الغاب . بيمبوانغ/Pembuang يعني "مكان للتخلص منه". 

## جغرافية
يتدفق هذا النهر من الجنوب إلى الشمال من جزيرة بورنيو ، التي تتميز بمناخ الغابات الاستوائية المطيرة (الرمز: Af وفقًا لتصنيف مناخ كوبن جيجر ).  يبلغ متوسط درجة الحرارة في السنة حوالي 24 درجة مئوية. أحر شهر تشرين الثاني / نوفمبر ، مع متوسط درجة حرارة 26 درجة مئوية ، وأبرد درجة حرارة في فبراير ، حوالي 23 درجة مئوية.  متوسط هطول الأمطار السنوي هو 3118 مم. أكثر الشهور الممطرة هو ديسمبر ، بمتوسط 491 ملم ، وأدناها سبتمبر بمتوسط 67 مم. 

## الهيدرولوجيا
نهر بيمبوران ، عند عبوره مقاطعة سيرويان ، يُعرف أيضًا باسم "نهر سيرويان" ، وهو نهر يتدفق في مقاطعة كاليمانتان الوسطى بإندونيسيا . النهر ، الذي يتدفق من الشمال إلى الجنوب ويصب في بحر جاوة ، يبلغ طوله 350 كيلومترًا ويمكن ملاحته لمسافة 300 كيلومتر عبر عدة مدن ، ويبلغ متوسط عمقه 6 أمتار ومتوسط عرضه 300 متر.

## أنظر أيضا
- قائمة الأنهار في إندونيسيا
- قائمة الأنهار في كاليمانتان